# Дханбад (округ)
Дханбад (хинди धनबाद जिला; англ. Dhanbad) — округ в индийском штате Джаркханд. Образован в 1956 году из части территории округа Манбхум. Административный центр — город Дханбад. Площадь округа — 2052 км². По данным всеиндийской переписи 2001 года население округа составляло 2 397 102 человека. Уровень грамотности взрослого населения составлял 67 %, что выше среднеиндийского уровня (59,5 %). Доля городского населения составляла 52,4 %. В 1991 году из частей территорий округов Дханбад и Гиридих был образован округ Бокаро.